# JSM Challenger 1996
Il JSM Challenger 1996 è stato un torneo di tennis facente parte della categoria ATP Challenger Series nell'ambito dell'ATP Challenger Series 1996. Il torneo si è giocato a Urbana negli Stati Uniti dal 23 al 29 settembre 1996 su campi in cemento.

## Vincitori

### Singolare
Justin Gimelstob ha battuto in finale  Steve Bryan con il punteggio di 5–7, 6–3, 6–4

### Doppio
David DiLucia /  Scott Humphries hanno battuto in finale  Brandon Coupe /  Trey Phillips con il punteggio di 6–4, 6–2.